# Одди, Таскер
Таскер Одди (англ. Tasker Oddie; 20 октября 1870, Бруклин, Нью-Йорк — 17 февраля 1950, Сан-Франциско, Калифорния) — американский государственный и политический деятель.

## Биография
Родился 20 октября 1870 года в Бруклине, Нью-Йорк. В 1895 году окончил юридический факультет Нью-Йоркского университета со степенью бакалавра права и занимался юридической практикой в Нью-Йорке до 1898 года, когда переехал в Неваду, чтобы стать поверенным и деловым партнёром богатой семьи Стоукс. В 1898 году присоединился к адвокатской палате Невады.
В 1900 году переехал и заработал состояние на серебряной лихорадке в Тонопе, став менеджером горнодобывающей компании Tonopah Mining Company. С 1900 по 1902 год был окружным прокурором округа Най. C 1903 по 1906 год был членом Сената штата Невада.
С 1911 по 1915 год занимал должность губернатора Невады. 17 марта 1911 года подписал городской устав Лас-Вегаса. Во время его пребывания в должности: женщины получили право голоса, был принят закон штата о транспортных средствах, был одобрен закон о безопасности горных работ, а также были увеличены компенсационные выплаты рабочим.
30 ноября 1916 года женился на Дейзи Рендалл.
С 1921 по 1933 год, был сенатором США, проиграв на выборах на третий срок Пэту Маккаррану в 1932 году. В 1938 году одержал победу на праймериз Республиканской партии на выдвижение в Сенат США, но снова потерпел поражение от Пэта Маккарана.

## Смерть и наследие
Скончался 17 февраля 1950 года в Сан-Франциско в возрасте 79 лет. Похоронен на кладбище Лоун-Маунтин в Карсон-Сити. Гора Одди возле Тонопа названа в его честь, как и бульвар имени Одди в Рино и Спарксе.